# Псёл
Псёл (Псел, Песел, Песл, Псиол; укр. Псьол, Псел, Псло) — река, протекающая по территории России и Украины, левый приток Днепра (бассейн Чёрного моря).
Длина реки — 717 км (из них 502 км по территории Украины), площадь водосборного бассейна — 22 800 км².

## Этимология
Слово Псёл неясного происхождения. Одни исследователи связывают его происхождение со славянским пёс или пи́сать, а так же сравнивают с названиями рек на -ол (Хорол, Оскол, Воргол). Другие связывают с адыгейским и кабардино-черкесским словом псы — «вода, река», сопоставляя с гидронимами Пса, Псе, Псоу, Псыш, Псху, Псыбэ, Пседах, Псыхуабэ, Псынэф, Псыжь и т. п., и объясняя с помощью кабардинского термина псылъэ — «болотистая местность», однако Трубачёв называет эту версию «неправдоподобной».

## Гидрография
Исток реки находится в России на границе Курской и Белгородской областей возле хутора Пригорки (Прохоровский район Белгородской области), на западных склонах Среднерусской возвышенности. По территории Украины течёт в пределах Сумской и Полтавской областей по Приднепровской низменности. Впадает в Днепр (Каменское водохранилище) на расстоянии 564 км от устья последнего, ниже Кременчуга.
Долина реки в верхней части (до города Сумы) узкая, глубокая, с крутыми склонами. Ниже её ширина достигает 10—15 км, до 20 км в низовьях. Долина заторфована. Пойма асимметрична; правый берег высокий — до 30—70 м, левый — пологий. Расчленена старицами и протоками, в среднем и нижнем течении местами заболочена. Течение спокойное, его скорость до 2 км/ч. Уклон реки — 0,23 м/км. Русло сильно извилисто, шириной 30—100 м. Глубина реки до 2—4 метров, много сомовых ям. В то же время в верхнем и среднем течении часто встречаются мелководные участки. Дно песчаное, на разливах илистое. Многочисленные песчаные пляжи. Покрывается льдом в начале декабря и вскрывается в конце марта. Питание реки преимущественно снеговое. Среднегодовой расход воды (в створе в 36 км от устья) — 55 м³/с. Минерализация воды составляет: весеннее половодье — 632 мг/дм³; летне-осенняя межень — 713 мг/дм³; зимняя межень — 749 мг/дм³.

### Притоки
Илёк (л), Пена (л), Суджа (п), Удава (л), Рыбица (л), Олешня (п), Пселец (п), Сумка (п), Сыроватка (местное неофициальное название Сага) (л), Устя (л), Ворожба (п), Ольшанка (л), Будылка (л), Бобрава (л), Веприк (л), Грунь (п), Рашевка (п), Лютенька (п), Грунь-Ташань (п), Тух (л), Гнилица (л), Бакай (л), Хорол (п), Говтва (л), Манжелия (п), Омельник (п), Беличка (п), Багачка (п).

## Флора и фауна
Животный мир природных сообществ по берегам реки Псёл представлен зайцами, лисицами, в окрестных лесах водятся косули и кабаны, горностай. Встречаются бобры. Большое разнообразие птиц: дикая утка, серая цапля, некоторые виды куликов. Вдоль берегов реки имеются значительные лесные массивы, преимущественно лиственные. На песчаных участках берега растут и хвойные породы деревьев. Многочисленные луга. Разнообразен травяной покров.
В реке водятся до 50 видов рыб, большинство из которых карповые: лещ, карась, густера, линь, плотва и др. Встречаются также сомы, судак, щука, окунь.

## Хозяйственное использование
Русло реки зарегулировано плотинами ГЭС и шлюзов-регуляторов как в России, так и на территории Украины (возле села Низы, за хутором Кердылевщина, в сёлах Михайловка, Боброво, Веприк, Сосновка, Великие Сорочинцы, Шишаки). Вода используется для сельскохозяйственных, бытовых и промышленных нужд. Вдоль русла реки расположены многочисленные сельскохозяйственные земли.
Распространено рыболовство.
Населённые пункты Украины (вниз по течению): Мирополье, Сумы, Низы, Ворожба, Токари, Михайловка, Бобровое (Сумская обл), Каменное, Веприк, Гадяч, Сосновка, Сары, Рашевка, Лютенька, Великие Сорочинцы, Шишаки, Яреськи, Великая Багачка, Остапье, Говтва, Нижняя Мануйловка, Манжелия, село Ламаное, Омельник, Дмитровка, Потоки, Щербаки (Полтавская область).

## Достопримечательности
Берега реки богаты историческими памятниками, связанными главным образом с местами проживания известных деятелей культуры: Т. Г. Шевченко, А. П. Чехова, Г. С. Сковороды, А. И. Куприна, В. Г. Короленко (город Сумы), П. И. Чайковского (Низы), Леси Украинки, Олены Пчилки, Панаса Мирного, М. П. Драгоманова (город Гадяч), Н. В. Гоголя (Великие Сорочинцы), Максима Горького (Верхняя Мануйловка).
На берегу реки Псёл находится действующий Горнальский Свято-Николаевский Белогорский мужской монастырь.
Городища и селища скифов и славянских племён на крутом правом берегу Псла: с. Могрица, с. Зелёный Гай (Берлицкое), слобода Лука (Липецкое), г. Сумы (Сумине), с. Шпилевка. Курганы и захоронения I—II веков до н. э., Черняховской культуры II—IV веков, северян VIII—XII веков.